# Kounkoubguin
Kounkoubguin  est une localité située dans le département de Rouko de la province du Bam dans la région Centre-Nord. En 2006, cette localité comptait 1 091 habitants dont 57% de femmes.

## Éducation et santé
Le centre de soins le plus proche de Kounkoubguin est le centre de santé et de promotion sociale (CSPS) de Rouko tandis que le centre médical avec antenne chirurgicale (CMA) de la province se trouve à Kongoussi.